# Fine Gael
Fine Gael - Ujedinjena irska stranka (irs. galska obitelj, rod) irska je kršćansko-demokratska politička stranka.

## Povijest
Stranka je nastala 1933. godine ujedinjenjem stranke Cumann na nGaedhael Williama Thomasa Cosgravea s Centrističkom strankom i Narodnom stražom (Plavim košuljama). Činili su je isprva oni zastupnici u Dáil Éireannu (Irskom parlamentu) koji su podržavali sklapanje sporazuma s Velikom Britanijom. 
Na temelju britansko-irskog sporazuma iz 1922. godine zalagala se za uspostavu Slobodne države Irske. Bila je najjača stranka u vladinoj koaliciji koja je proglasila Republiku Irsku 1949. Taoiseach (predsjednik vlade) je bio John Aloysius Costello.
Godine 1981. Fine Gael također sastavlja vladu s taoiseachom Garretom FitzGeraldom. 
Nakon izbora 2011. godine postaju najveća stranka u Dáil Éireannu i sastavljaju vladu s Endom Kennyjem na čelu.

## Vanjske poveznice
Mrežna mjesta
- Fine Gael, službeno mrežno mjesto (engl.)